# Sue Black
Susan Elizabeth Black (1962) es una informática británica, académica y emprendedora social. Ha sido instrumental en salvar Bletchley Park, la instalación militar en la cual se llevó a cabo una importante porción de los esfuerzos aliados de descifrado del código alemán en la Segunda Guerra Mundial.

## Educación y vida tempranas

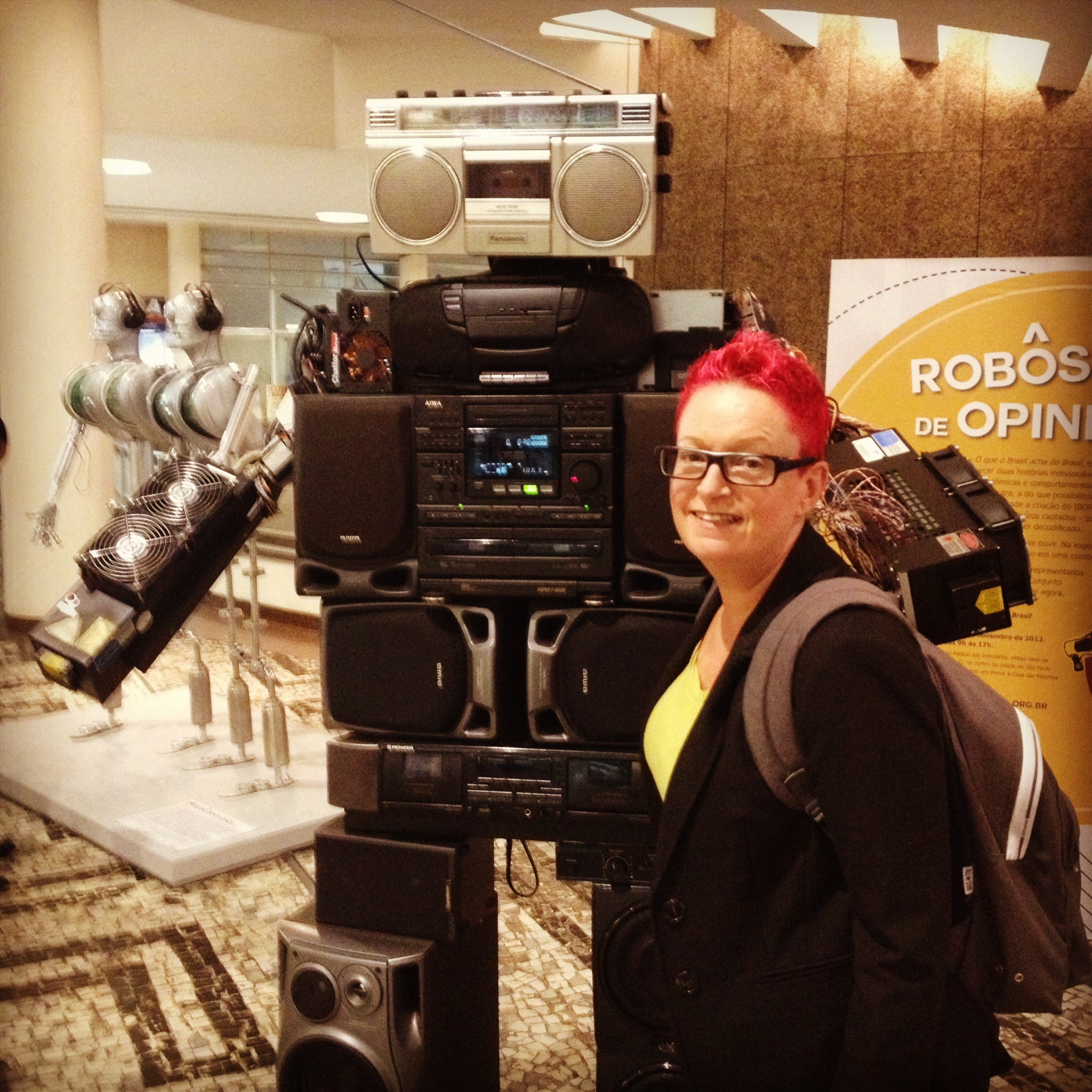
La doctora Sue Black durante una visita en Brasil.

Dejó la escuela y su hogar muy joven, a la edad legal de 16. Se casó a los 20 y pronto tuvo tres niños. A los 25, era una madre soltera y vivió en un refugio de mujeres. Cursó matemáticas en una escuela nocturna, para acceder a la universidad. Se graduó en Informática de la Universidad de la Margen Sur de Londres en 1993 y obtuvo el doctorado en Ingeniería de Software en 2001 por su investigación en el efecto ripple.
El efecto ripple es un término usado dentro del campo de las métricas del software para indicar una medida de complejidad.

## Carrera
Black es una investigadora sénior asociada al Colegio universitario de Londres. Anteriormente fue directora del departamento de Sistemas de información y software en la Universidad de Westminster.
Black fue la fundadora del grupo de especialistas BCS BCSWomen y su directora hasta 2008.
Es una defensora de las mujeres en la informática.